# Relations entre la France et l'OCDE
 (novembre 2018).
Si vous disposez d'ouvrages ou d'articles de référence ou si vous connaissez des sites web de qualité traitant du thème abordé ici, merci de compléter l'article en donnant les références utiles à sa vérifiabilité et en les liant à la section « Notes et références ».
Les relations entre la France et l'OCDE désignent les relations s'exerçant entre l'Organisation de coopération et de développement économiques, organisation internationale d'études économiques, et la République française qui est aussi un de ses membres fondateurs.

## Histoire
À partir de 1948, l'OECE, ancêtre de l'OCDE, a son siège à Paris, au château de la Muette.
De 1984 à 1996, le secrétaire général de l'OCDE est français. 
De 2002 à 2008, l'économiste en chef de l'OCDE est Jean-Philippe Cotis, citoyen français. 

## Période contemporaine

### Culture
Le français est l'une des deux langues officielles de l'OCDE, aux côtés de l'anglais. Les principes du libéralisme économique, qui animent l'OCDE, puisent leur source en France. 

### Critiques
Les critiques les plus féroces à l'égard de l'OCDE viennent de l'Hexagone. Lui sont reprochés ses aspects antidémocratiques et « ultralibéraux », du point de vue économique et politique, par des auteurs comme Serge Halimi, Raoul-Marc Jennar et Chloé Maurel.